# Solkanski most (cestni)
Solkanski most stoji na trasi Sabotinske ceste, na njenem začetku v Solkanu in premošča reko Sočo.

## Gradnja
Most je dolg 238 m in ima razpon loka 102 m. Nad Sočo se dviga 55 m visoko. Oblikovanje mostu je bilo posebej zahtevno zaradi same občutljivosti narave in bližine znamenitega kamnitega Solkanskega mostu na železnici.
Na natečaj, ki ga je za ta dela izvedla Skupnost za ceste kot investitor, se je prijavilo kar deset ponudnikov iz Jugoslavije.
Most je bil zgrajen leta 1985 in velja za most z največjim armiranobetonskim lokom v Sloveniji.
Gradnja velikega loka se je začela marca 1984. V ta namen je bil zgrajen gradbeni oder, sestavljen iz 75 km železnih cevi in množice spojk, sestavljali pa so ga tri mesece. Temelji so piloti premera 150 cm, uvrtani v obrežni konglomerat. Ločna konstrukcija je v prerezu votla AB škatla s tremi prekati, 20 cm debelimi stenami in široka 6,5 m. Po dokončanju loka, ki so ga gradili tri mesece in obrežne konstrukcije, je bila zgrajena še armiranobetonska plošča z voziščem.

## Most v popularni kulturi
Z mostu se vsako leto izvajajo skoki z elastiko. 
Tik pod njim se začne tudi območje Kajak centra Solkan, kjer se na urejeni progi odvijajo mednarodna tekmovanja v vodnih športih.